# Athyroglossa evidens
Athyroglossa evidens är en tvåvingeart som beskrevs av Cresson 1925. Athyroglossa evidens ingår i släktet Athyroglossa och familjen vattenflugor. Inga underarter finns listade i Catalogue of Life.